# Hentai, spid & emo pank!
Hentai, spid & emo pank! (stilizirano kot Hentai, Spid & Emo Pank!) je debitantski studijski album slovenskega pop rock glasbenega producenta Ružnega pačeta, ki je izšel 27. oktobra 2020 v samozaložbi.

## Naslov
Naslov govori o hentaiju, narisani pornografiji (v obliki manga ali anime), ki izvira iz Japonske, o "spidu" (izraz za amfetamin) in emo panku.
Jernej Trebežnik je za Radio Študent album opisal kot "simptom sodobne, globalizirane, potrošniške kulture v dobrem in slabem, kot tvoj najljubši junk food, kot epizoda bizarnega reality showa, kot skrolanje po Instagramu, kot hentai, spid in emo pank pač". Opisani fenomeni so viri kratkoročnega hedonističnega užitka v tekmi za posameznikovo pozornost.

## Kritiški odziv
Odziv na album je bil pozitiven. V recenziji za Radio Študent je Jernej Trebežnik o albumu zapisal: "Tudi če nekateri komadi nimajo zares dolgega roka trajanja, kljub temu pritiskajo na prave gumbe, da lahko še v zahtevnem poslušalcu vsaj za nekaj trenutkov sprostijo prepotrebne dozice serotonina." Za Odzven (SIGIC) pa je Jaša Bužinel pripomnil: "Bolj kot za trenutek presežne nove kreativnosti oziroma vpeljevanja svežih pristopov gre v primeru Ružnega Pačeja za zeitgeitovski moment zlitja spletne kulture memov in aktualne oživitve pop punka v neko regionalno specifično formo, ki uspešno naslavlja balkansko najstniško publiko."
Na Radiu Študent je bil album uvrščen na 10. mesto na seznam Domače naj Tolpe bumov™ leta 2020, seznam najboljših slovenskih albumov leta. Na mednarodnem portalu Beehype je bil uvrščen med "ostale priporočene albume" leta 2020 iz Slovenije.

### Priznanja
| objava        | uvrstitev | seznam                            |
| ------------- | --------- | --------------------------------- |
| Radio Študent | 10.       | Domače naj Tolpe bumov™ leta 2020 |
| Beehype       | –         | Best albums of 2020               |

## Seznam pesmi
Vse pesmi je napisal Žan Pasarić.
| Št.             | Naslov                                  | Dolžina |
| --------------- | --------------------------------------- | ------- |
| 1.              | „Lav song‟                              | 3:02    |
| 2.              | „Volim tebe mrzim sebe‟                 | 3:16    |
| 3.              | „Buraz nema nikog douma‟                | 3:00    |
| 4.              | „Oči crvene‟                            | 3:33    |
| 5.              | „Nema škole bez alkohola‟               | 3:44    |
| 6.              | „Ispod mosta‟ (feat. Goca R.I.P.)       | 3:16    |
| 7.              | „Bebo daj odjebi‟ (feat. Lil Sjena)     | 2:27    |
| 8.              | „Hoću da mi cijeli svijet popuši kurac‟ | 2:54    |
| Skupna dolžina: | Skupna dolžina:                         | 25:12   |

## Osebje
- Žan Pasarić – vokal, kitara, programiranje